# Racławka (dopływ Rudawy)
Racławka (Czubrówka) – potok, dopływ Rudawy o długości 16,52 km. Cała jego zlewnia znajduje się na Wyżynie Krakowsko-Częstochowskiej, w powiecie krakowskim w województwie małopolskim.
Racławka powstaje w północnej części wsi Czubrowice (na północ od przysiółka Górka) z połączenia licznych potoków rozlewiskowych wypływających z krasowego źródła o nazwie Źródło Czubrówki. Rzeka płynie południkowo dnem Doliny Czubrówki w Parku Krajobrazowym Dolinki Krakowskie na Wyżynie Olkuskiej. Zasilana po drodze licznymi źródłami i potokami, przepływa przez Czubrowice, a następnie przez Racławice. Na tzw. Czerwonym Brzegu na granicy wsi Racławice (południowa część) i Paczółtowice (zachodnia część nazywana Wzdólem) wpływa do Doliny Racławki i płynie jej dnem. W Dubiu łączy się z potokiem Szklarką płynącym z północnego wschodu (z Doliny Szklarki).
Na niektórych mapach odcinek Racławki od ujścia Szklarki do ujścia Krzeszówki nazywany jest Rudawką. Na mapach sprzed 1914 Racławka nazywana była też Wzdólskim Potokiem.

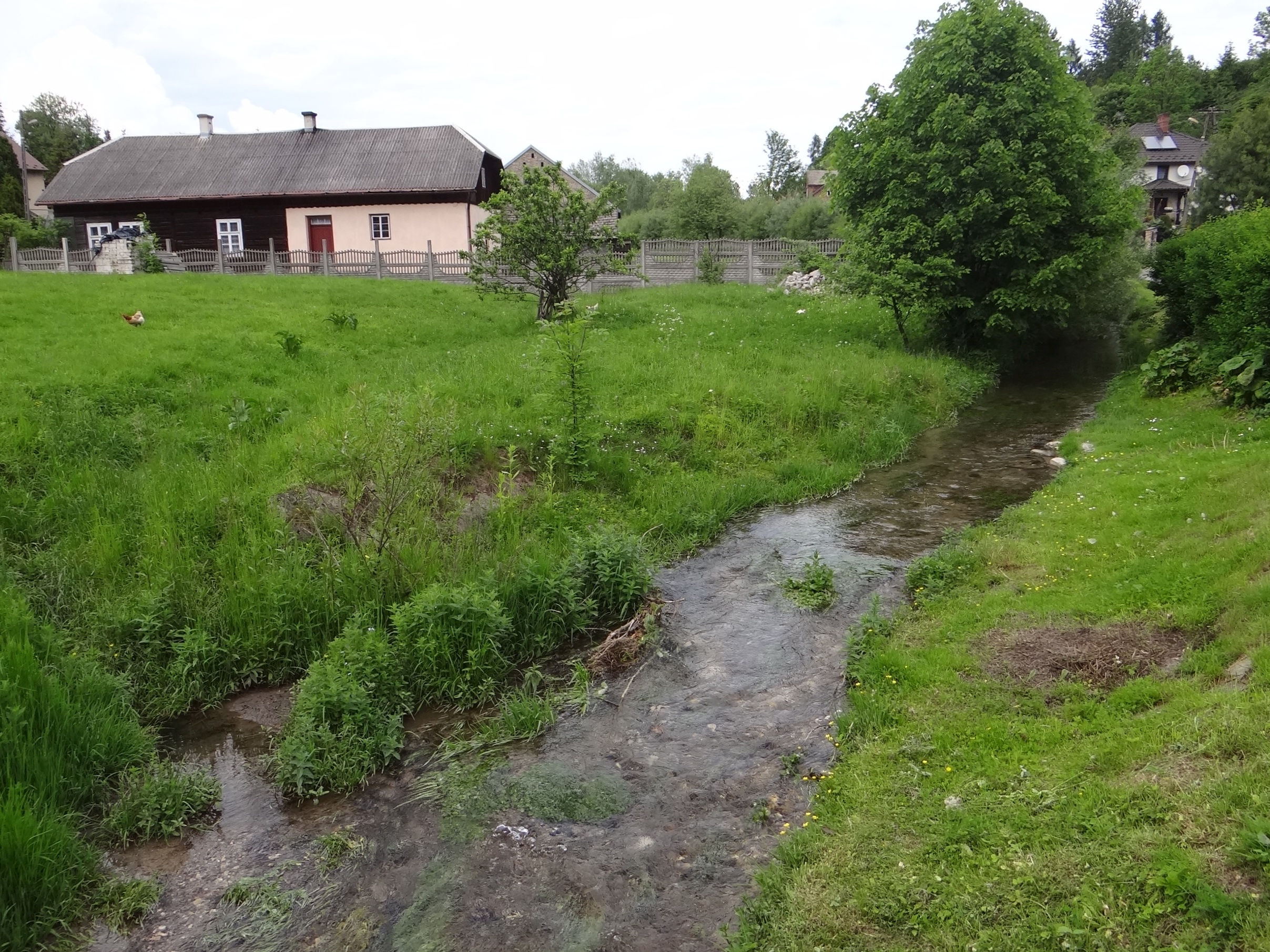
Racławka w Czubrowicach